# Kickxellomycetes
Kickxellomycetes es una clase de hongos de la división Zoopagomycota y subdivisión Kickxellomycotina que fue propuesta en 2018. Contiene seis órdenes.

## Descripción
Poseen un talo ramificado, con hifas septadas que dan lugar a esporangióforos septados; septos con cavidades disciformes medianas que contienen tapones biconvexos o biumbonato incoloros que son persistentes en 2–3% de KOH. Se reproducen asexualmente por esporangioles de una espora formados en pseudofialidos que surgen de ramificaciones globoides para alargar fértiles llamados esporocladios. Algunos se reproducen sexualmente con zigosporas casi globosas. En cuanto a su hábitat pueden ser descomponedores de materia orgánica o parásitos de animales y otros hongos débiles no haustorios en el suelo y el estiércol.

## Taxonomía
Se propuso la siguiente taxonomía para los grupos:
- Kickxellomycetes
  - Barbatosporales
  - Spiromycetales
  - Orphellales
  - Kickxellales
  - Asellariales
  - Harpellales